# Cheronea
Cheronea (in greco Χαιρώνεια?, Chairṑneia) è un ex comune della Grecia nella periferia della Grecia Centrale (unità periferica della Beozia) con 2 218 abitanti secondo i dati del censimento 2001.
È stato soppresso a seguito della riforma amministrativa, detta Programma Callicrate, in vigore dal gennaio 2011 ed è ora compreso nel comune di Livadeia.
Sorge nei pressi di un'antica città di cui oggi resta ben poco.

## Geografia fisica
La città, identificata da Pausania con la "Arne" omerica (Iliade, II, 507), era situata lungo una ripida collina tra il fiume Cefiso e il monte Thurion, sul confine con la Focide. In cima alla collina era situata l'antica rocca chiamata Πέτραχος Pètrachos. Il villaggio moderno corrispondente all'antica Cheronea, chiamato in lingua greca moderna Κάπραινα (in lingua italiana: Càprena), è bagnato dal fiume Cefiso e si trova a breve distanza dalla città di Livadeia.

## Storia

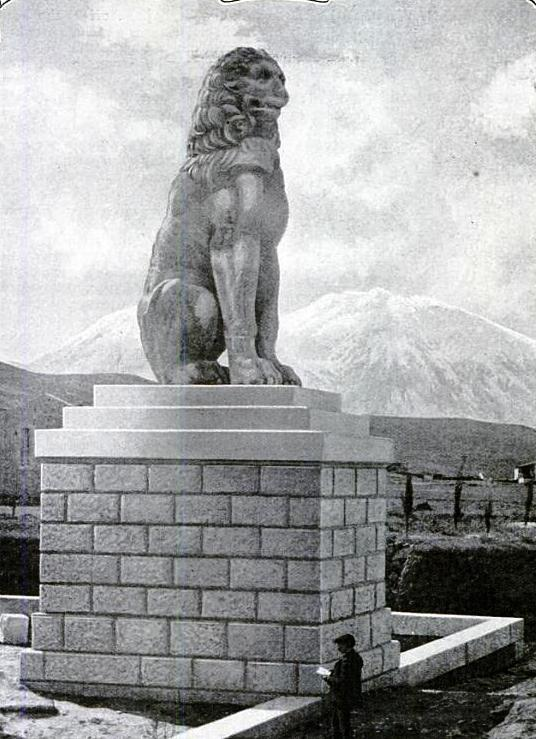
Leone di Cheronea

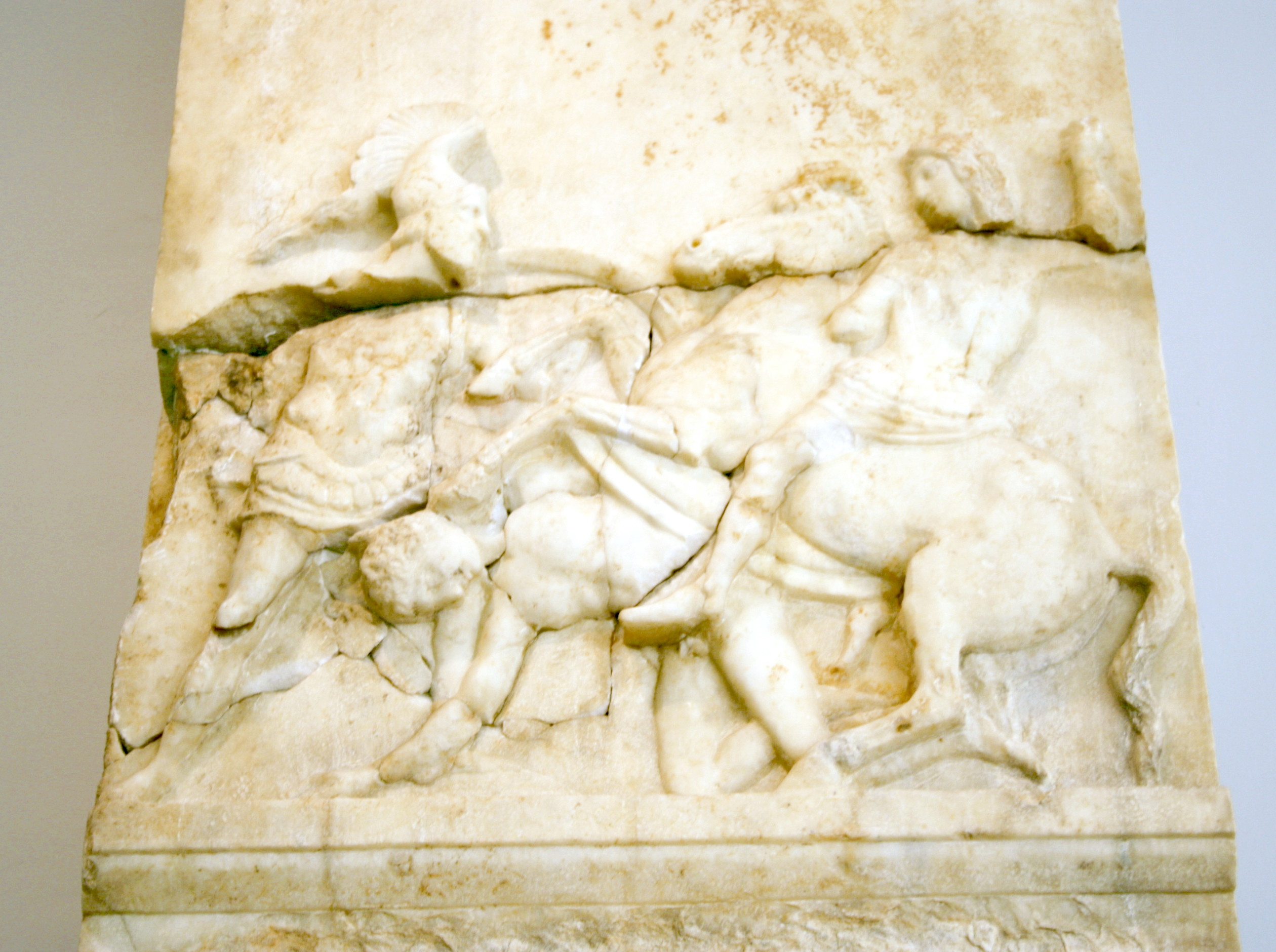
Rilievo funebre per l'ateniese Pancahres, probabilmente caduto nella battaglia di Cheronea.

Cheronea non è stata mai una grande città dell'antica Grecia; la sua fama è dovuta soprattutto al fatto che qui si combatterono due famose battaglie, nel 338 a.C. e nell'86 a.C.:
- la prima battaglia, nel 338 a.C., vide contrapporsi la Lega achea, composta in prevalenza da forze tebane e ateniesi, e l'esercito di Filippo II di Macedonia con cui parteggiò la Tessaglia. La battaglia ebbe la sua fase culminante nel mese di agosto e si risolse in favore del macedone che poté così assicurarsi l'egemonia sulla Grecia;
- la seconda battaglia, nell'86 a.C., si ebbe nell'ambito delle guerre sostenute da Mitridate VI contro l'esercito romano guidato da Silla.

In epoca storica aveva una popolazione mista di Beoti e Focesi sottoposti politicamente alla città di Orcomeno.
Cheronea prosperò anche durante l'occupazione romana. Nel I secolo d.C. vi nacque Plutarco, il quale trascorse nella città natale gli ultimi anni della sua vita. Ancora nel II secolo d.C. a Cheronea si conservava un mirabile scettro che si credeva fosse stato cesellato per Zeus da Efesto; da Zeus sarebbe poi passato, nell'ordine, ad Hermes, a Pelope, ad Atreo, a Tieste e infine ad Agamennone.
Cheronea fu completamente distrutta da un terremoto nel 551 d.C. Sul luogo sopravvivono scarne testimonianze archeologiche: alcune fortificazioni intorno all'acropoli e i resti di un teatro. Sulla tomba dei caduti del 338 a.C. si può ammirare un gigantesco leone in marmo che ornava la tomba posta a ricordo dei soldati della Beozia morti combattendo contro Filippo.